# Mann muss nicht sein/Episodenliste
Diese Episodenliste enthält alle Episoden der US-amerikanischen Fernsehserie Mann muss nicht sein (in manchen Ausstrahlungen auch Sugerbaker's genannt), sortiert nach der US-amerikanischen Erstausstrahlung. Zwischen 1986 und 1993 entstanden in sieben Staffeln insgesamt 163 Episoden.

## Übersicht
| Staffel | Episodenanzahl | Erstausstrahlung USA | Erstausstrahlung USA | Deutschsprachige Erstausstrahlung                    | Deutschsprachige Erstausstrahlung      |
| Staffel | Episodenanzahl | Staffelpremiere      | Staffelfinale        | Staffelpremiere                                      | Staffelfinale                          |
| ------- | -------------- | -------------------- | -------------------- | ---------------------------------------------------- | -------------------------------------- |
| 1       | 22             | 29. September 1986   | 11. Mai 1987         | 26. Juli 1993                                        | 31. August 1993                        |
| 2       | 22             | 14. September 1987   | 28. März 1988        | 1. September 1993 / 5. Dezember 1995 / 30. Juni 2006 | 24. September 1993 / 20. Dezember 1995 |
| 3       | 22             | 14. November 1988    | 22. Mai 1989         | 15. September 1993 / 21. Dezember 1995               | 5. Februar 1996                        |
| 4       | 28             | 18. September 1989   | 21. Mai 1990         | 6. Februar 1996                                      | 24. Dezember 1996                      |
| 5       | 24             | 17. September 1990   | 13. Mai 1991         | 8. April 1996                                        | 11. Juni 1996                          |
| 6       | 23             | 16. September 1991   | 4. Mai 1992          | 17. Juni 1996                                        | 5. November 1996                       |
| 7       | 22             | 25. September 1992   | 24. Mai 1993         | 6. November 1996                                     | 12. Dezember 1996                      |

## Staffel 1
Die erste Staffel wurde vom 29. September 1986 bis zum 11. Mai 1987 auf dem US-amerikanischen Fernsehsender CBS ausgestrahlt. Die deutschsprachige Erstausstrahlung erfolgte bei Sat.1 vom 26. Juli bis zum 31. August 1993.
| Nr. (ges.) | Nr. (St.) | Deutscher Titel            | Originaltitel                | Erstausstrahlung USA | Deutschsprachige Erstausstrahlung (D) | Regie           | Drehbuch                  |
| ---------- | --------- | -------------------------- | ---------------------------- | -------------------- | ------------------------------------- | --------------- | ------------------------- |
| 1          | 1         | Endlich selbstständig!     | Designing Women              | 29. Sep. 1986        | 26. Juli 1993                         | Ellen Falcon    | Linda Bloodworth-Thomason |
| 2          | 2         | Suzannes Geburtstag        | The Beauty Contest           | 6. Okt. 1986         | 27. Juli 1993                         | Jack Shea       | Linda Bloodworth-Thomason |
| 3          | 3         | Eine übergewichtige Affäre | A Big Affair                 | 20. Okt. 1986        | 28. Juli 1993                         | Jack Shea       | Linda Bloodworth-Thomason |
| 4          | 4         | Schönheit kommt vor Alter  | Julia's Son                  | 27. Okt. 1986        | 29. Juli 1993                         | Jack Shea       | Linda Bloodworth-Thomason |
| 5          | 5         | Männerfeindlichkeiten      | Mary Jo's First Date         | 3. Nov. 1986         | 2. Aug. 1993                          | Jack Shea       | Cheryl Gard               |
| 6          | 6         | Im Designer-Haus           | Design House                 | 17. Nov. 1986        | 3. Aug. 1993                          | Jack Shea       | Joan Brooker & Nancy Eddo |
| 7          | 7         | Ein Festessen              | Perky's Visit                | 24. Nov. 1986        | 4. Aug. 1993                          | Jack Shea       | Linda Bloodworth-Thomason |
| 8          | 8         | Champagner-Trauung         | I Do, I Don't                | 4. Dez. 1986         | 5. Aug. 1993                          | Jack Shea       | Emily Marshall            |
| 9          | 9         | Wieder ein Reinfall        | The IT Men                   | 11. Dez. 1986        | 9. Aug. 1993                          | Jack Shea       | Emily Marshall            |
| 10         | 10        | Die Pyjama-Party           | The Slumber Party            | 18. Dez. 1986        | 10. Aug. 1993                         | Jack Shea       | Linda Bloodworth-Thomason |
| 11         | 11        | Silvesternacht             | New Year's Daze              | 1. Jan. 1987         | 11. Aug. 1993                         | David Steinberg | Trish Vradenburg          |
| 12         | 12        | Schlechte Nachrichten      | Old Spouses Never Die (1)    | 1. Feb. 1987         | 12. Aug. 1993                         | Barnet Kellman  | Linda Bloodworth-Thomason |
| 13         | 13        | Gute Nachrichten           | Old Spouses Never Die (2)    | 1. Feb. 1987         | 16. Aug. 1993                         | Barnet Kellman  | Linda Bloodworth-Thomason |
| 14         | 14        | Ein großer Anfang          | Monette                      | 8. Feb. 1987         | 17. Aug. 1993                         | Barnet Kellman  | Linda Bloodworth-Thomason |
| 15         | 15        | Heiße Antiquitäten         | And Justice for Paul         | 15. Feb. 1987        | 18. Aug. 1993                         | Jack Shea       | Trish Vrandenburg         |
| 16         | 16        | Außer sich vor Eifersucht  | Reese's Friend               | 22. Feb. 1987        | 19. Aug. 1993                         | Arlene Sanford  | Linda Bloodworth-Thomason |
| 17         | 17        | Unterwegs nach Nashville   | Nashville Bound              | 16. März 1987        | 23. Aug. 1993                         | Harry Thomason  | Linda Bloodworth-Thomason |
| 18         | 18        | Das Mädchen Li Sing        | Oh, Suzannah                 | 23. März 1987        | 24. Aug. 1993                         | Matthew Diamond | Linda Bloodworth-Thomason |
| 19         | 19        | Vaters neuer Flirt         | Mary Jo's Dad Dates Charlene | 6. Apr. 1987         | 25. Aug. 1993                         | Jack Shea       | Linda Bloodworth-Thomason |
| 20         | 20        | Keine Ehe ohne Narben      | Seams from a Marriage        | 13. Apr. 1987        | 26. Aug. 1993                         | Jack Shea       | E. Jack Kaplan            |
| 21         | 21        | Der große Knall            | Grand Slam, Thank You Ma'am  | 4. Mai 1987          | 30. Aug. 1993                         | Barnet Kellman  | Linda Bloodworth-Thomason |
| 22         | 22        | Eine gewisse Suite         | Bachelor Suite               | 11. Mai 1987         | 31. Aug. 1993                         | Jack Shea       | Linda Bloodworth-Thomason |

## Staffel 2
Die zweite Staffel wurde vom 14. September 1987 bis zum 28. März 1988 auf dem US-amerikanischen Fernsehsender CBS ausgestrahlt. Die deutschsprachige Erstausstrahlung erfolgte bei Sat.1, Super RTL und Sat.1 Comedy vom 1. bis zum 24. September 1993, vom 5. bis zum 20. Dezember 1995 beziehungsweise am 30. Juni 2006, da mehrere Folgen der Staffel erst im Jahr 1995 auf Super RTL zu sehen waren und die neunte Episode erst am 30. Juni 2006 auf Sat.1 Comedy gezeigt wurde.
| Nr. (ges.) | Nr. (St.) | Deutscher Titel                            | Originaltitel                                                   | Erstausstrahlung USA | Deutschsprachige Erstausstrahlung (D) | Regie           | Drehbuch                  |
| ---------- | --------- | ------------------------------------------ | --------------------------------------------------------------- | -------------------- | ------------------------------------- | --------------- | ------------------------- |
| 23         | 1         | Viele Wege führen nach Rom                 | 101 Ways to Decorate a Gas Station                              | 14. Sep. 1987        | 1. Sep. 1993                          | Harry Thomason  | Linda Bloodworth-Thomason |
| 24         | 2         | Ted und Tammy                              | Ted Remarries                                                   | 21. Sep. 1987        | 2. Sep. 1993                          | Harry Thomason  | Linda Bloodworth-Thomason |
| 25         | 3         | Eine süße Überraschung                     | Anthony Jr.                                                     | 28. Sep. 1987        | 6. Sep. 1993                          | David Trainer   | Linda Bloodworth-Thomason |
| 26         | 4         | Aufklärung ist angesagt                    | Killing All the Right People                                    | 5. Okt. 1987         | 7. Sep. 1993                          | Harry Thomason  | Linda Bloodworth-Thomason |
| 27         | 5         | Die Kupplerin                              | Half an Air Bubble Off                                          | 19. Okt. 1986        | 8. Sep. 1993                          | Harry Thomason  | Linda Bloodworth-Thomason |
| 28         | 6         | Was für ein Roman!                         | Dash Goff, the Writer                                           | 26. Okt. 1987        | 9. Sep. 1993                          | David Trainer   | Linda Bloodworth-Thomason |
| 29         | 7         | Der Herzanfall                             | Heart Attacks                                                   | 9. Nov. 1987         | 13. Sep. 1993                         | Matthew Diamond | Linda Bloodworth-Thomason |
| 30         | 8         | Eine Kreuzfahrt, die ist lustig            | Cruising                                                        | 16. Nov. 1987        | 14. Sep. 1993                         | Harry Thomason  | Linda Bloodworth-Thomason |
| 31         | 9         | I'll Be Seeing You                         | I'll Be Seeing You                                              | 23. Nov. 1987        | 30. Juni 2006                         | David Trainer   | Linda Bloodworth-Thomason |
| 32         | 10        | Gestrandet                                 | Stranded                                                        | 7. Dez. 1987         | 5. Dez. 1995                          | David Trainer   | Linda Bloodworth-Thomason |
| 33         | 11        | Howard taucht auf                          | Howard the Date                                                 | 14. Dez. 1987        | 16. Sep. 1993                         | Harry Thomason  | Linda Bloodworth-Thomason |
| 34         | 12        | Frohe Weihnachten!                         | I'll Be Home for Christmas                                      | 21. Dez. 1987        | 20. Sep. 1993                         | Harry Thomason  | Linda Bloodworth-Thomason |
| 35         | 13        | Zu große Erwartungen                       | Great Expectations                                              | 4. Jan. 1988         | 21. Sep. 1993                         | David Trainer   | Linda Bloodworth-Thomason |
| 36         | 14        | Die zweite Liebe                           | Second Time Around                                              | 11. Jan. 1988        | 22. Sep. 1993                         | David Trainer   | Linda Bloodworth-Thomason |
| 37         | 15        | Ein lieber Bruder                          | Oh, Brother                                                     | 18. Jan. 1988        | 23. Sep. 1993                         | David Trainer   | Linda Bloodworth-Thomason |
| 38         | 16        | Schwarz contra Weiß                        | There's Some Black People Coming to Dinner                      | 25. Jan. 1988        | 12. Dez. 1995                         | Jack Shea       | Linda Bloodworth-Thomason |
| 39         | 17        | Ihr letzter Ausweg                         | The Return of Ray Don                                           | 1. Feb. 1988         | 13. Dez. 1995                         | David Trainer   | Linda Bloodworth-Thomason |
| 40         | 18        | Ein großer Coup                            | High Rollers                                                    | 8. Feb. 1988         | 14. Dez. 1995                         | Harry Thomason  | Linda Bloodworth-Thomason |
| 41         | 19        | Der unglaublich elitäre Beaumont Auto-Club | The Incredibly Elite Bona Fide Blue-Blood Beaumont Driving Club | 15. Feb. 1988        | 15. Dez. 1995                         | Matthew Diamond | Linda Bloodworth-Thomason |
| 42         | 20        | Probleme mit der Geistlichkeit             | How Great Thou Art                                              | 22. Feb. 1988        | 18. Dez. 1995                         | Harry Thomason  | Linda Bloodworth-Thomason |
| 43         | 21        | Julia hat recht                            | Ted-Bare                                                        | 21. März 1988        | 24. Sep. 1993                         | Hal Holbrook    | Linda Bloodworth-Thomason |
| 44         | 22        | Krieg der Geschlechter                     | Reservations for Eight                                          | 28. März 1988        | 20. Dez. 1995                         | Hal Holbrook    | Linda Bloodworth-Thomason |

## Staffel 3
Die dritte Staffel wurde vom 14. November 1988 bis zum 22. Mai 1989 auf dem US-amerikanischen Fernsehsender CBS ausgestrahlt. Die deutschsprachige Erstausstrahlung erfolgte bei Sat.1 und Super RTL am 15. September 1993 beziehungsweise vom 21. Dezember 1995 bis zum 5. Februar 1996, da die vorletzte Folge der Staffel im September 1993 bereits zusammen mit Folgen der zweiten Staffel auf Sat.1 gezeigt worden war.
| Nr. (ges.) | Nr. (St.) | Deutscher Titel                      | Originaltitel                                  | Erstausstrahlung USA | Deutschsprachige Erstausstrahlung (D) | Regie          | Drehbuch                       |
| ---------- | --------- | ------------------------------------ | ---------------------------------------------- | -------------------- | ------------------------------------- | -------------- | ------------------------------ |
| 45         | 1         | Zwölf plus Ursula                    | Reservations for 12, Plus Ursula               | 14. Nov. 1988        | 21. Dez. 1995                         | David Trainer  | Linda Bloodworth-Thomason      |
| 46         | 2         | Der Kandidat                         | The Candidate                                  | 21. Nov. 1988        | 22. Dez. 1995                         | David Trainer  | Linda Bloodworth-Thomason      |
| 47         | 3         | Ein Traum wird wahr                  | E.P., Phone Home                               | 28. Nov. 1988        | 25. Dez. 1995                         | David Trainer  | Linda Bloodworth-Thomason      |
| 48         | 4         | Der unmögliche Bräutigam             | Getting Married and Eating Dirt                | 5. Dez. 1988         | 26. Dez. 1995                         | David Trainer  | Linda Bloodworth-Thomason      |
| 49         | 5         | Der Probelauf                        | Big Haas and Little Falsie                     | 12. Dez. 1988        | 28. Dez. 1995                         | Harry Thomason | Linda Bloodworth-Thomason      |
| 50         | 6         | Die üble Anmache                     | Hard Hats and Lovers                           | 19. Dez. 1988        | 29. Dez. 1995                         | David Trainer  | Linda Bloodworth-Thomason      |
| 51         | 7         | Die Vorhänge fallen                  | Curtains                                       | 2. Jan. 1989         | 1. Jan. 1996                          | David Trainer  | Pam Norris                     |
| 52         | 8         | Erfahrung der Wildnis                | The Wilderness Experience                      | 9. Jan. 1989         | 2. Jan. 1996                          | David Trainer  | Linda Bloodworth-Thomason      |
| 53         | 9         | Das Raub-Geschenk                    | Tyrone                                         | 16. Jan. 1989        | 3. Jan. 1996                          | David Trainer  | Linda Bloodworth-Thomason      |
| 54         | 10        | Ein Erbe mit Fell                    | Mr. Bailey                                     | 23. Jan. 1989        | 8. Jan. 1996                          | David Trainer  | Pam Norris                     |
| 55         | 11        | Nackte Tatsachen                     | The Naked Truth                                | 13. Feb. 1989        | 9. Jan. 1996                          | Iris Dugow     | Linda Bloodworth-Thomason      |
| 56         | 12        | Die Verkaufssekte                    | The Junies                                     | 20. Feb. 1989        | 10. Jan. 1996                         | David Trainer  | Pam Norris                     |
| 57         | 13        | Blinde Augen sehen mehr              | One Sees, the Other Doesn't                    | 27. Feb. 1989        | 15. Jan. 1996                         | Ron Troutman   | Pam Norris                     |
| 58         | 14        | Krieg der Väter                      | Odell                                          | 6. März 1989         | 16. Jan. 1996                         | Dwayne Hickman | Cassandra Clark & Debbie Pearl |
| 59         | 15        | Es geschah bei Vollmond              | Full Moon                                      | 13. März 1989        | 17. Jan. 1996                         | David Trainer  | Linda Bloodworth-Thomason      |
| 60         | 16        | Ein Hausmann ist nicht gefragt       | Ms. Meal Ticket                                | 20. März 1989        | 22. Jan. 1996                         | Hal Holbrook   | Linda Bloodworth-Thomason      |
| 61         | 17        | Oh, die liebe Schwiegermutter!       | The Engagement                                 | 27. März 1989        | 23. Jan. 1996                         | David Trainer  | Pam Norris                     |
| 62         | 18        | Von Fesseln befreit                  | Come on and Marry Me, Bill                     | 10. Apr. 1989        | 24. Jan. 1996                         | David Trainer  | Linda Bloodworth-Thomason      |
| 63         | 19        | Frauen aus Atlanta                   | The Women of Atlanta                           | 1. Mai 1989          | 29. Jan. 1996                         | Harry Thomason | Linda Bloodworth-Thomason      |
| 64         | 20        | Selbst ist die Frau                  | Stand and Fight                                | 8. Mai 1989          | 30. Jan. 1996                         | David Trainer  | Pam Norris                     |
| 65         | 21        | Es handelt sich um einen alten Pagen | The Last Humorously-Dressed Bellboy in America | 15. Mai 1988         | 15. Sep. 1993                         | David Trainer  | Linda Bloodworth-Thomason      |
| 66         | 22        | Julia und die Meinungsfreiheit       | Julia Drives Over the First Amendment          | 22. Mai 1989         | 5. Feb. 1996                          | David Trainer  | Pam Norris                     |

## Staffel 4
Die vierte Staffel wurde vom 18. September 1989 bis zum 21. Mai 1990 auf dem US-amerikanischen Fernsehsender CBS ausgestrahlt. Die deutschsprachige Erstausstrahlung erfolgte bei Super RTL vom 6. Februar bis zum 24. Dezember 1996, da ein Zusammenschnitt aus alten Folgen in Deutschland erst Ende Dezember zu sehen war.
| Nr. (ges.) | Nr. (St.) | Deutscher Titel                             | Originaltitel                                                        | Erstausstrahlung USA | Deutschsprachige Erstausstrahlung (D) | Regie                                         | Drehbuch                      |
| ---------- | --------- | ------------------------------------------- | -------------------------------------------------------------------- | -------------------- | ------------------------------------- | --------------------------------------------- | ----------------------------- |
| 67         | 1         | Wenn Fürsorge zur Plage wird                | The Proxy Pig and Great Pretenders                                   | 18. Sep. 1989        | 6. Feb. 1996                          | Harry Thomason                                | Linda Bloodworth-Thomason     |
| 68         | 2         | Eine Nacht mit Dir                          | One Night with You                                                   | 25. Sep. 1989        | 7. Feb. 1996                          | David Trainer                                 | Linda Bloodworth-Thomason     |
| 69         | 3         | Krone hin, Krone her                        | There She Is                                                         | 2. Okt. 1988         | 12. Feb. 1996                         | David Trainer                                 | Pam Norris                    |
| 70         | 4         | Wo Männer noch Männer sind                  | Nightmare from Hee Haw                                               | 16. Okt. 1989        | 13. Feb. 1996                         | David Trainer                                 | Linda Bloodworth-Thomason     |
| 71         | 5         | Eine Küche muß her!                         | The Girlfriend                                                       | 23. Okt. 1989        | 14. Feb. 1996                         | David Trainer                                 | Pam Norris                    |
| 72         | 6         | Eine unschöne Entdeckung                    | The Rowdy Girls                                                      | 30. Okt. 1989        | 19. Feb. 1996                         | David Trainer                                 | Linda Bloodworth-Thomason     |
| 73         | 7         | Frauen vor Gericht                          | Bernice's Sanity Hearing                                             | 13. Nov. 1989        | 20. Feb. 1996                         | David Trainer                                 | Linda Bloodworth-Thomason     |
| 74         | 8         | Peinlich bis zum Hals                       | Julia Gets Her Head Stuck in a Fence                                 | 20. Nov. 1989        | 26. Feb. 1996                         | David Trainer                                 | Pam Norris                    |
| 75         | 9         | Reise mit Frust                             | Julia and Suzanne's Big Adventure                                    | 27. Nov. 1989        | 27. Feb. 1996                         | Dwayne Hickman                                | Pam Norris                    |
| 76         | 10        | Der letzte Versuch                          | Manhunt                                                              | 4. Dez. 1989         | 28. Feb. 1996                         | David Trainer                                 | Pam Norris                    |
| 77         | 11        | Dick, aber wundervoll!                      | They Shoot Fat Women, Don't They                                     | 11. Dez. 1989        | 4. März 1996                          | Harry Thomason                                | Linda Bloodworth-Thomason     |
| 78         | 12        | Dafür sind Freunde da                       | You Got to Have Friends                                              | 18. Dez. 1989        | 5. März 1996                          | David Trainer                                 | Pam Norris                    |
| 79         | 13        | Am ersten Tag im letzten Jahrzehnt – Teil 1 | The First Day of the Last Decade of the Entire Twentieth Century (1) | 1. Jan. 1990         | 18. Dez. 1996                         | Harry Thomason                                | Linda Bloodworth-Thomason     |
| 80         | 14        | Am ersten Tag im letzten Jahrzehnt – Teil 2 | The First Day of the Last Decade of the Entire Twentieth Century (2) | 1. Jan. 1990         | 19. Dez. 1996                         | Harry Thomason                                | Linda Bloodworth-Thomason     |
| 81         | 15        | Ehegeschichten                              | The Mistress                                                         | 8. Jan. 1990         | 6. März 1996                          | Iris Dugow                                    | Linda Bloodworth-Thomason     |
| 82         | 16        | Die Tierschützer kommen                     | The Fur Flies                                                        | 15. Jan. 1990        | 11. März 1996                         | Hal Holbrook                                  | Pam Norris                    |
| 83         | 17        | Oh, was für ein Gefühl!                     | Oh, What a Feeling                                                   | 29. Jan. 1990        | 12. März 1996                         | David Trainer                                 | Paul Clay                     |
| 84         | 18        | Vanessa                                     | Anthony and Vanessa                                                  | 5. Feb. 1990         | 13. März 1996                         | David Trainer                                 | Linda Bloodworth-Thomason     |
| 85         | 19        | Aus Kindern werden Leute                    | Payne Grows Up                                                       | 19. Feb. 1990        | 18. März 1996                         | David Trainer                                 | Pam Norris                    |
| 86         | 20        | Stürmische Zeiten                           | Tornado Watch                                                        | 26. Feb. 1990        | 19. März 1996                         | William Crain                                 | Linda Bloodworth-Thomason     |
| 87         | 21        | Ein Macho nervt                             | Tough Enough                                                         | 12. März 1990        | 20. März 1996                         | David Trainer                                 | Pam Norris                    |
| 88         | 22        | Überraschung am Abend                       | It's a Wonderful Life                                                | 19. März 1990        | 25. März 1996                         | David Trainer                                 | Thom Bray & Michael Ross      |
| 89         | 23        | Die Freundinnen                             | Suzanne Goes Looking for a Friend                                    | 9. Apr. 1990         | 27. März 1996                         | David Trainer                                 | Dee LaDuke & Mark Alton Brown |
| 90         | 24        | Die Bestechung                              | Foreign Affairs                                                      | 30. Apr. 1990        | 26. März 1996                         | David Trainer                                 | Cheryl Bascom                 |
| 91         | 25        | Eine geistliche Bekanntschaft               | Have Faith                                                           | 7. Mai 1990          | 1. Apr. 1996                          | David Trainer                                 | Paul Clay & Pam Norris        |
| 92         | 26        | Highlights                                  | Their Finest Hour                                                    | 9. Mai 1990          | 23. und 24. Dez. 1996                 | Ellen Falcon & Harry Thomason & David Trainer | Linda Bloodworth-Thomason     |
| 93         | 27        | Sein großer Tag                             | Anthony's Graduation                                                 | 14. Mai 1990         | 2. Apr. 1996                          | David Trainer                                 | Linda Bloodworth-Thomason     |
| 94         | 28        | Es geschah im Schwimmbad                    | La Place sans Souci                                                  | 21. Mai 1990         | 3. Apr. 1996                          | Iris Dugow                                    | Linda Bloodworth-Thomason     |

## Staffel 5
Die fünfte Staffel wurde vom 17. September 1990 bis zum 13. Mai 1991 auf dem US-amerikanischen Fernsehsender CBS ausgestrahlt. Die deutschsprachige Erstausstrahlung erfolgte bei Super RTL vom 8. April bis zum 11. Juni 1996.
| Nr. (ges.) | Nr. (St.) | Deutscher Titel                     | Originaltitel                    | Erstausstrahlung USA | Deutschsprachige Erstausstrahlung (D) | Regie                 | Drehbuch                       |
| ---------- | --------- | ----------------------------------- | -------------------------------- | -------------------- | ------------------------------------- | --------------------- | ------------------------------ |
| 95         | 1         | Ruf aus der Vergangenheit           | A Blast from the Past            | 17. Sep. 1990        | 8. Apr. 1996                          | David Trainer         | Pam Norris                     |
| 96         | 2         | Oh, mein Papa!                      | Papa Was a Rolling Stone         | 24. Sep. 1990        | 9. Apr. 1996                          | David Trainer         | Cassandra Clark & Debbie Pearl |
| 97         | 3         | Nur noch Hausfrau?                  | Working Mother                   | 1. Okt. 1990         | 10. Apr. 1996                         | David Trainer         | Pam Norris                     |
| 98         | 4         | Ärger mit dem Gericht               | Miss Trial                       | 15. Okt. 1990        | 15. Apr. 1996                         | David Trainer         | Dee LaDuke & Mark Alton Brown  |
| 99         | 5         | Die Junggesellen-Auktion            | The Bachelor Auction             | 22. Okt. 1990        | 16. Apr. 1996                         | David Trainer         | Pam Norris                     |
| 100        | 6         | Ein Haus wird gekauft               | Charlene Buys a House            | 29. Okt. 1990        | 17. Apr. 1996                         | David Trainer         | Pam Norris                     |
| 101        | 7         | Das Baby-Model                      | Old Rebels and Young Models      | 5. Nov. 1990         | 22. Apr. 1996                         | Iris Dugow            | Dee LaDuke & Mark Alton Brown  |
| 102        | 8         | Soweit die Füße tragen              | Nowhere to Run To                | 12. Nov. 1990        | 23. Apr. 1996                         | David Trainer         | Cassandra Clark & Debbie Pearl |
| 103        | 9         | Zum Studium zugelassen              | A Class Act                      | 19. Nov. 1990        | 24. Apr. 1996                         | Dwayne Hickman        | Cassandra Clark & Debbie Pearl |
| 104        | 10        | Lotteriefieber                      | Keep the Homes Fires Burning     | 26. Nov. 1990        | 29. Apr. 1996                         | David Trainer         | Dee LaDuke & Mark Alton Brown  |
| 105        | 11        | Töchterchens Verehrer               | My Daughter, Myself              | 10. Dez. 1990        | 6. Mai 1996                           | David Trainer         | Pam Norris                     |
| 106        | 12        | Ihr Lieblingsthema                  | And Now, Here's Bernice          | 17. Dez. 1990        | 7. Mai 1996                           | David Trainer         | Dee LaDuke & Mark Alton Brown  |
| 107        | 13        | Perlen der Weisheit                 | Pearls of Wisdom                 | 7. Jan. 1991         | 13. Mai 1996                          | David Trainer         | Pam Norris                     |
| 108        | 14        | Es geschah im Waschsalon            | High Noon in a Laundry Room      | 14. Jan. 1991        | 14. Mai 1996                          | David Trainer         | Dee LaDuke & Mark Alton Brown  |
| 109        | 15        | Julias zweites Ich                  | How Long Has This Been Going On? | 28. Jan. 1991        | 20. Mai 1996                          | David Trainer         | Cassandra Clark & Debbie Pearl |
| 110        | 16        | Spieglein, Spieglein an der Wand... | The Emperor's New Nose           | 4. Feb. 1991         | 21. Mai 1996                          | David Trainer         | Thom Bray & Michael Ross       |
| 111        | 17        | Die biologische Uhr tickt           | Maybe Baby                       | 11. Feb. 1991        | 22. Mai 1996                          | David Trainer         | Pam Norris                     |
| 112        | 18        | In der Kunstszene                   | This Is Art?                     | 25. Feb. 1991        | 23. Mai 1996                          | Roberta Sherry Scelza | Steven Roth & Deanne Roth      |
| 113        | 19        | Auf der Designer-Messe              | Blame It on New Orleans          | 4. März 1991         | 27. Mai 1996                          | David Trainer         | Dee LaDuke & Mark Alton Brown  |
| 114        | 20        | Rachegelüste                        | I'll See You in Court            | 18. März 1991        | 28. Mai 1996                          | David Trainer         | Cassandra Clark & Debbie Pearl |
| 115        | 21        | Ein kleines Biest                   | The Big Circle                   | 8. Apr. 1991         | 3. Juni 1996                          | David Trainer         | Pam Norris                     |
| 116        | 22        | Das Kinderbuch                      | Friends and Husbands             | 29. Apr. 1991        | 4. Juni 1996                          | David Trainer         | Cassandra Clark & Debbie Pearl |
| 117        | 23        | Das Aushängeschild                  | Fore!                            | 6. Mai 1991          | 10. Juni 1996                         | David Trainer         | Pam Norris                     |
| 118        | 24        | Die Sponsoren                       | The Pride of Sugarbakers         | 13. Mai 1991         | 11. Juni 1996                         | Iris Dugow            | Thom Bray & Michael A. Ross    |

## Staffel 6
Die sechste Staffel wurde vom 16. September 1991 bis zum 4. Mai 1992 auf dem US-amerikanischen Fernsehsender CBS ausgestrahlt. Die deutschsprachige Erstausstrahlung erfolgte bei Super RTL vom 17. Juni bis zum 5. November 1996.
| Nr. (ges.) | Nr. (St.) | Deutscher Titel                        | Originaltitel                           | Erstausstrahlung USA | Deutschsprachige Erstausstrahlung (D) | Regie                 | Drehbuch                      |
| ---------- | --------- | -------------------------------------- | --------------------------------------- | -------------------- | ------------------------------------- | --------------------- | ----------------------------- |
| 119        | 1         | Die neue Teilhaberin – Teil 1          | The Big Desk (1)                        | 16. Sep. 1991        | 17. Juni 1996                         | Harry Thomason        | Linda Bloodworth-Thomason     |
| 120        | 2         | Die neue Teilhaberin – Teil 2          | The Big Desk (2)                        | 16. Sep. 1991        | 18. Juni 1996                         | Harry Thomason        | Linda Bloodworth-Thomason     |
| 121        | 3         | Ein Jahr danach                        | A Toe in the Water                      | 23. Sep. 1991        | 24. Juni 1996                         | David Steinberg       | Pam Norris                    |
| 122        | 4         | Der Nachfolger                         | Dwayne's World                          | 30. Sep. 1991        | 1. Juli 1996                          | David Steinberg       | Paul Clay & Pam Norris        |
| 123        | 5         | Richtig geraten                        | Marriage Most Foul                      | 7. Okt. 1991         | 2. Juli 1996                          | David Steinberg       | Dee LaDuke & Mark Alton Brown |
| 124        | 6         | Künstliche Befruchtung                 | Picking a Winner                        | 14. Okt. 1991        | 8. Juli 1996                          | Asaad Kelada          | Dee LaDuke & Mark Alton Brown |
| 125        | 7         | Letzter Tango im Knast                 | Last Tango in Atlanta                   | 21. Okt. 1991        | 9. Juli 1996                          | Charles Frank         | Thom Bray & Michael Ross      |
| 126        | 8         | Ein öffentlicher Fall und seine Folgen | The Strange Case of Clarence and Anita  | 4. Nov. 1991         | 15. Juli 1996                         | David Steinberg       | Linda Bloodworth-Thomason     |
| 127        | 9         | Ein schlimmer Bruder                   | Just Say Doe                            | 11. Nov. 1991        | 16. Juli 1996                         | David Steinberg       | Andrea Carla Michaels         |
| 128        | 10        | Gemeinsam im Autokino                  | Julia and Rusty, Sittin' in a Tree      | 18. Nov. 1991        | 22. Juli 1996                         | David Steinberg       | Thom Bray & Michael A. Ross   |
| 129        | 11        | Gefangen unter einer Lustwiese         | Julia and Mary Jo Get Stuck Under a Bed | 1. Dez. 1991         | 23. Juli 1996                         | David Steinberg       | Linda Bloodworth-Thomason     |
| 130        | 12        | Männerrituale                          | Real, Scary Men                         | 9. Dez. 1991         | 29. Juli 1996                         | David Steinberg       | Cathryn Michon                |
| 131        | 13        | Ein Lustmolch an der Uni?              | Tales Out of School                     | 16. Dez. 1991        | 30. Juli 1996                         | David Steinberg       | Paul Clay & Pam Norris        |
| 132        | 14        | Mamas Heimreise                        | Driving My Mama Back Home               | 6. Jan. 1992         | 5. Aug. 1996                          | William Cosentino     | Dee LaDuke & Mark Alton Brown |
| 133        | 15        | Eine kluge Mutter                      | Payne Comes Home                        | 13. Jan. 1992        | 6. Mai 1996                           | Paul Clay             | Eleanor S. Hyde-White         |
| 134        | 16        | In einer unguten Gegend                | Carlene's Apartment                     | 20. Jan. 1992        | 12. Aug. 1996                         | David Steinberg       | Paul Clay                     |
| 135        | 17        | Das Musical                            | Mamed                                   | 3. Feb. 1992         | 13. Aug. 1996                         | David Steinberg       | Dee LaDuke & Mark Alton Brown |
| 136        | 18        | Eine Protestaktion                     | A Scene from a Mall                     | 10. Feb. 1992        | 19. Aug. 1996                         | David Steinberg       | Dee LaDuke & Mark Alton Brown |
| 137        | 19        | Der Song-Wettbewerb                    | All About Odes to Atlanta               | 2. März 1992         | 20. Aug. 1996                         | David Steinberg       | Dee LaDuke & Mark Alton Brown |
| 138        | 20        | Lagerfeuerromantik                     | I Enjoy Being a Girl                    | 9. März 1992         | 30. Okt. 1996                         | David Steinberg       | Norma Safford Vela            |
| 139        | 21        | Einladung nach L.A.                    | L.A. Story                              | 23. März 1992        | 31. Okt. 1996                         | Roberta Sherry Scelza | Paul Clay                     |
| 140        | 22        | Eine kleine Nachtmusik                 | A Little Night Music                    | 27. Apr. 1992        | 4. Nov. 1996                          | David Steinberg       | Linda Bloodworth-Thomason     |
| 141        | 23        | Anthony und Vanessa                    | Shades of Vanessa                       | 4. Mai 1992          | 5. Nov. 1996                          | Art Dielhenn          | Linda Bloodworth-Thomason     |

## Staffel 7
Die siebte Staffel wurde vom 25. September 1992 bis zum 24. Mai 1993 auf dem US-amerikanischen Fernsehsender CBS ausgestrahlt. Die deutschsprachige Erstausstrahlung erfolgte bei Super RTL vom 6. November bis zum 12. Dezember 1996.
| Nr. (ges.) | Nr. (St.) | Deutscher Titel             | Originaltitel                     | Erstausstrahlung USA | Deutschsprachige Erstausstrahlung (D) | Regie           | Drehbuch                                         |
| ---------- | --------- | --------------------------- | --------------------------------- | -------------------- | ------------------------------------- | --------------- | ------------------------------------------------ |
| 142        | 1         | Die lustige Witwe           | Of Human Bondage                  | 25. Sep. 1992        | 6. Nov. 1996                          | David Steinberg | Linda Bloodworth-Thomason                        |
| 143        | 2         | Verführt und verfallen      | Sex and the Single Woman          | 2. Okt. 1992         | 7. Nov. 1996                          | David Steinberg | Dee LaDuke & Mark Alton Brown                    |
| 144        | 3         | In aller Öffentlichkeit     | Mary Jo vs. the Terminator        | 16. Okt. 1992        | 11. Nov. 1996                         | David Steinberg | Dee LaDuke & Mark Alton Brown                    |
| 145        | 4         | Nicht überschnappen!        | On the Road Again                 | 23. Okt. 1992        | 12. Nov. 1996                         | David Steinberg | Dee LaDuke & Mark Alton Brown                    |
| 146        | 5         | Wechselhafte Zeiten         | Screaming Passages                | 30. Okt. 1992        | 13. Nov. 1996                         | David Steinberg | Norma Safford Vela                               |
| 147        | 6         | Es lebe Las Vegas! – Teil 1 | Viva Las Vegas                    | 6. Nov. 1992         | 14. Nov. 1996                         | Charles Frank   | Linda Bloodworth-Thomason                        |
| 148        | 7         | Es lebe Las Vegas! – Teil 2 | Fools Rush In                     | 13. Nov. 1992        | 18. Nov. 1996                         | David Steinberg | Linda Jean LaBrown                               |
| 149        | 8         | Liebesbriefe                | Love Letters                      | 20. Nov. 1992        | 19. Nov. 1996                         | David Steinberg | Norma Safford Vela                               |
| 150        | 9         | Ehefessel                   | The Vision Thing                  | 4. Dez. 1992         | 20. Nov. 1996                         | David Steinberg | Norma Safford Vela                               |
| 151        | 10        | Die defekte Gefriertruhe    | Trial and Error                   | 11. Dez. 1992        | 21. Nov. 1996                         | David Steinberg | Danny Margosis & Robert Horn                     |
| 152        | 11        | Schön und einfältig         | Too Dumb to Date                  | 8. Jan. 1993         | 25. Nov. 1996                         | David Steinberg | Jeannie Elias                                    |
| 153        | 12        | Eine Odyssee                | The Odyssey                       | 15. Jan. 1993        | 26. Nov. 1996                         | David Steinberg | Dee LaDuke & Mark Alton Brown                    |
| 154        | 13        | Mein armer Hund!            | Oh Dog, Poor Dog                  | 22. Jan. 1993        | 27. Nov. 1996                         | David Steinberg | Cathryn Michon                                   |
| 155        | 14        | Rituale der Hochzeit        | Wedding Redux                     | 5. Feb. 1993         | 28. Nov. 1996                         | David Steinberg | Mimi Pond                                        |
| 156        | 15        | Nackte Tatsache             | Nude Julia, New York Morning      | 12. Feb. 1993        | 2. Dez. 1996                          | David Steinberg | Emily Levine                                     |
| 157        | 16        | Oh Mann, diese Männer!      | Sex, Lies and Bad Hair Days       | 5. März 1993         | 3. Dez. 1996                          | David Steinberg | Danny Margosis & Robert Horn                     |
| 158        | 17        | Mary Jo und das Wunder      | Shovel Off to Buffalo             | 12. März 1993        | 4. Dez. 1996                          | David Steinberg | Emily Levine                                     |
| 159        | 18        | Das Eifersuchtsdrama        | It's Not So Easy Being Green      | 2. Apr. 1993         | 5. Dez. 1996                          | David Steinberg | Emily Levine                                     |
| 160        | 19        | Geisterstunde               | The Woman Who Came to Sugarbakers | 30. Apr. 1993        | 9. Dez. 1996                          | David Steinberg | Emily Levine                                     |
| 161        | 20        | Wo die Liebe hinfällt       | The Lying Game                    | 7. Mai 1993          | 10. Dez. 1996                         | David Steinberg | Danny Margosis & Robert Horn                     |
| 162        | 21        | Tara ruft – Teil 1          | Gone with a Whim (1)              | 24. Mai 1993         | 11. Dez. 1996                         | David Steinberg | Danny Margosis & Robert Horn and David Steinberg |
| 163        | 22        | Tara ruft – Teil 2          | Gone with a Whim (2)              | 24. Mai 1993         | 12. Dez. 1996                         | David Steinberg | Danny Margosis & Robert Horn and David Steinberg |